# 분열 (생물학)
분열(分裂, 영어: fission) 또는 분열법(分裂法)은 모체의 몸이 분열하여 그 하나하나가 새로운 개체가 되는 생식법이다. 단세포 동물(원생동물)의 경우에는 세포 분열이 곧 생식이다. 분열법 중 몸이 둘로 갈라져 두 개체로 되는 것을 '이분법', 여러 개로 갈라져 다수의 개체로 되는 것을 '다분법'이라고 한다.
분열법으로 생식하는 동물중 강장동물인 말미잘 등은 어느 정도 성장하면 몸이 세로로 갈라져서 각각 새로운 개체가 되는데, 이를 '종분열'이라 한다. 또, 물엄해파리 등은 몸이 가로로 갈라져서 새로운 개체를 만드는데, 이를 '횡분열'이라 한다.
이러한 분열법은 각각의 동물에서 정상적으로 볼 수 있는 생식 방법이나, 악조건이나 기타 환경 변화에 의해서 우발적으로 일어나는 분열에 의해서도 분열된 조각이 각기 새로운 개체가 되므로, 이것도 하나의 생식법이라고 할 수 있다. 이에 속하는 동물로 플라나리아 등의 편형동물, 조충류(손톱벌레류), 갯지렁이·수생지렁이 등의 환형동물, 거미불가사리 등이 있다.

## 같이 보기
- 무성 생식